# Откривање споменика Гундулићу
Откривање споменика Гундулићу у Дубровнику 20. маја 1893. године био је симболичан догађај у политичкој историји Дубровника, јер је на површину изнео шире тензије између две политичке стране града, Хрвата и Срба католика. у политичким борбама у региону пре Првог светског рата.

## Припреме
На сједници од 9. марта 1880. године, Опћинско вијеће Дубровника усвојило је приједлог добијен од „Дубровачке омладине“, организације познате као дио српско-католичког покрета у Дубровнику, да се подигне споменик поводом 300. годишњице рођења. Гундулића 1888. Градоначелник у то време био је Рафаел „Рафо“ Пуцић. Одлучено је да се именује петочлана комисија која ће надгледати изградњу споменика. Чланови су били цијењени интелектуалци Медо Пуцић, Перо Будмани, Иво Казначић, Мато Водопић и Луко Зоре. Године 1882. буџет за подизање споменика износио је 11.000 флорина.
Године 1882. умире председник надзорног одбора Медо Пуцић, а убрзо и Иван Аугуст Казначић 1883. године. Мато Водопић се одрекао чланства када је 1882. именован за бискупа, а Будмани је такође напустио комитет да би се усредсредио на свој рад за Академијин речник; рад је отежан и недостатком финансијских средстава.
Када је политичка коалиција српско-католичке и аутономашке странке поново покренула рад на њему, одбор је реконституисан 1891. године са новим члановима Мариницом Ђорђи, Лујом Бизаром, Ником Бошковићем, Ивом Богоевићем, Луком Боном, Брњом Цабога, Балдом Костићем, Влахо Матијевић, Јеро Пуглиеси, Стијепо Томашевић, Луко Зоре и Никола Уцов. Буџет за подизање споменика повећан је на 15.800 флорина. Нови комитет је организовао нове начине финансирања, рекламирао напоре у новинама и међу разним угледницима, чак је дошао до емигранта у Аргентини.
Изградњу је финансирао краљ Србије Александар Обреновић, а међу осталим донаторима били су Нико Пуцић који је дао 5 флорина и Влахо ДеГиули који је дао 10 флорина.
Споменик је подигнут 20. маја 1893. године на највећем дубровачком тргу Пољани. Израдио га је хрватски вајар Иван Рендић. Званично откривање било је заказано за наредних месец дана.
Краљ Милан и краљица Наталија организовали су донаторско вече у Шапцу за финансирање споменика.
Власт у Дубровнику настојала је да смањи просрпски карактер манифестације и да се да подршка хрватском елементу.

## Откривање
Откривање, као и све званичне прославе у том периоду, није било само културно, већ и значајан национални и политички догађај. Чланови Хрватске странке права и Хрватске народне странке заједно су настојали да у Дубровник доведу што већи број Хрвата из разних хрватских крајева како би прослави дали хрватски национални и политички карактер. С друге стране, чланови Српске странке су се трудили да окупе што већи број Срба-католика како би прослави дали српски призвук.
Званично ју је открио у недељу 26. јула 1893. последњи мушки члан породице, барон Франо Геталдић-Гундулић. У прославу је било више људи изван Дубровника него грађана.
Из Србије је на свечаноност откривања споменика кренуло 200 чланова, укључујући професора Ђорђа Станојевића као заступника краља Александра, сликара Стевана Тодоровића, композитора Стевана Стојановића Мокрањца. Из Боке је кренуло пет стотина заступника а из Црне Горе четири. Бројни Срби из Угарске су такође били присутни, укључујући Јована Јовановића Змаја и Богдана Медаковића. Србе из Херцеговине и Мостара предводио је Алекса Шантић.
Србима је било забрањено да организовано приступе и поклоне се споменика током трајања свечаности. То су учинили након завршетка церемоније. Сутрадан је служена литургија косовским јунацима.
Хрвати су у једном тренутку почели да кличу Анти Старчевићу и певају провокативну песму у којој се прети Славо-Сербом штриком за врат.